# Dơi quạ lớn
Dơi quạ lớn hay Dơi ngựa lớn  (danh pháp hai phần: Pteropus vampyrus) là một loài dơi thuộc Chi Dơi quạ, họ Dơi quạ. Giống như các thành viên khác của chi Pteropus, hoặc dơi quạ cựu thế giới, loài này chỉ ăn trái cây. Nó được ghi nhận là thành viên lớn nhất của họ dơi tính theo sải cánh. Nó, như với tất cả các con dơi ăn quả Cựu thế giới khác, không có khả năng định vị bằng tiếng vang. Nó không nên bị nhầm lẫn với Acerodon jubatus cũng lớn.

## Hình ảnh

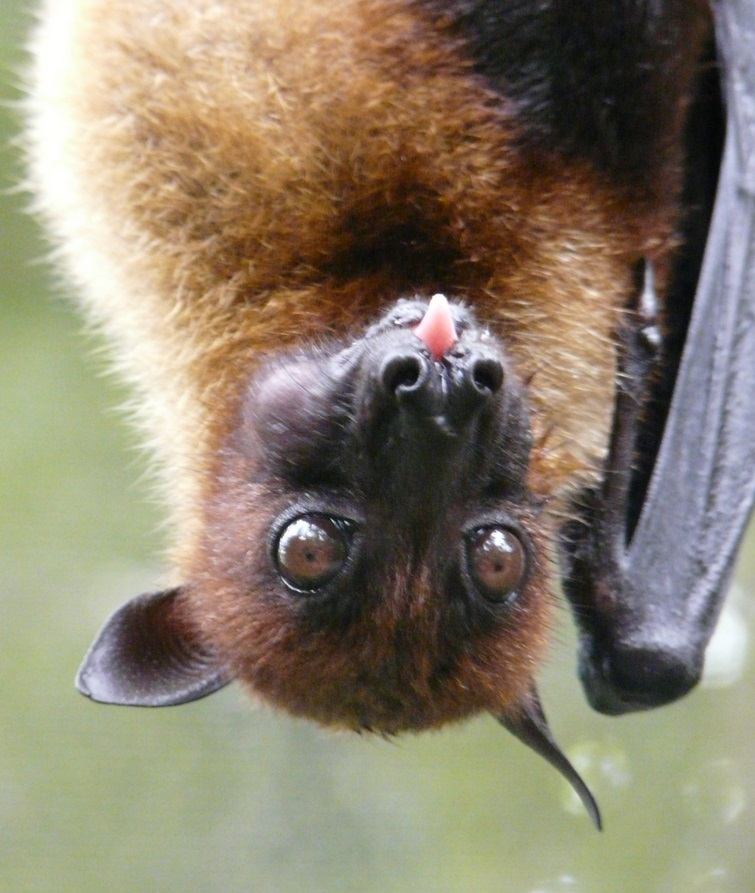
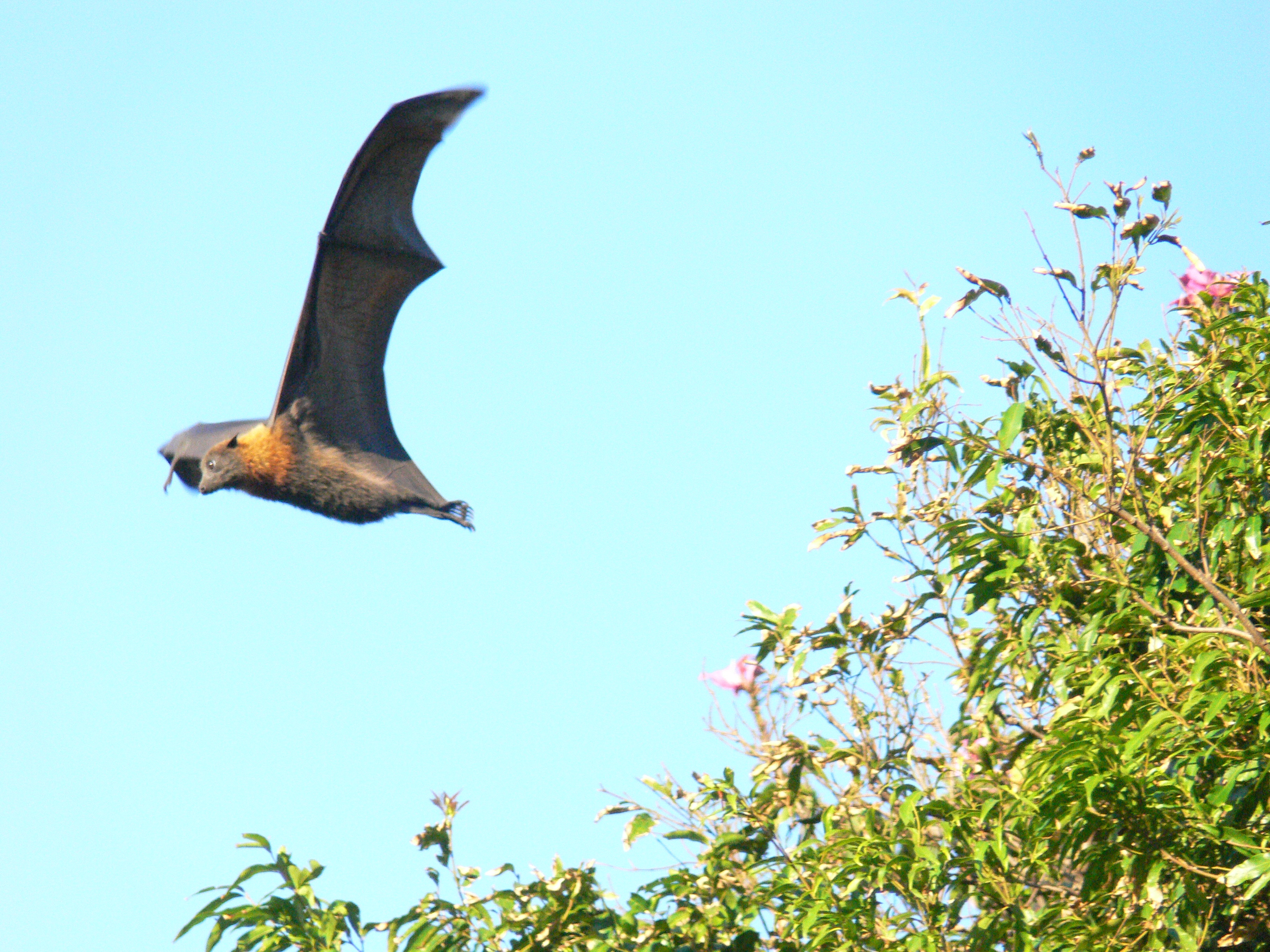